# Lõo
Koordinaten: 58° 36′ N, 23° 41′ O
Lõo (deutsch Leo) ist ein Dorf (estnisch küla) in der Landgemeinde Lääneranna im Kreis Pärnu (bis 2017: Landgemeinde Hanila im Kreis Lääne) in Estland.

## Einwohnerschaft und Lage
Der Ort hat 32 Einwohner (Stand 31. Dezember 2011). Er liegt elf Kilometer nordöstlich des Hafens Virtsu.
Archäologen haben 1986 Spuren einer agrarischen Besiedlung aus dem 2. Jahrtausend vor Christus nahe dem Dorfkern freigelegt.